# 16volt
16volt, aussi typographié 16Volt, 16V ou 16 Volt, est un groupe de metal industriel américain formé en 1991 et originaire de Portland, en Oregon.

## Biographie
16volt est formé en 1991 par Eric Powell en tant que one-man-band mêlant du punk hardcore à des éléments de metal industriel. En 1992, Powell signe avec le label Cargo Records, filiale de Re-Constriction Records. Le premier album de 16volt, Wisdom, est coproduit par David Ogilvie (Nine Inch Nails, Skinny Puppy) et Keith « Fluffy » Auerbach (Ministry) et publié en 1993. À cet instant, Powell et son groupe devienne l'un des piliers du genre coldwave. Cette même année, le groupe joue sur la côte ouest américaine. En 1994, 16volt contribue plus sérieusement à la scène avec la sortie de l'album Skin. L'album attire l'intérêt général et de bonnes critiques de la part de magazines tels que Alternative Press, Kerrang!, CMJ, Industrial Nation et B-Side (biographie officielle). Skin atteint la deuxième place des alternative charts du magazine Rolling Stone,.
16volt publie son troisième album en 1996, LetDownCrush (réédité en 2012 par Metropolis Records. Il est produit par Jeff « Critter » Newell (Ministry, Filter) et fait participer Stella Katsoudas (Stella Soleil, Sister Soleil), William Tucker (Ministry), Marc LaCorte, et Bryan Black (Haloblack, Motor, Xlover). L'album marque les débuts de la carrière internationale du groupe. Powell recrute des membres pour tourner aux États-Unis avec notamment Chemlab, Bile, Acumen Nation, et Korn. Le groupe revient chez lui et reçoit l'offre de plusieurs grands labels. En 1998, avec les membres officiels Mike Peoples (Skrew) à la basse et Kraig Tyler (Chemlab, Crazytown) à la guitare, 16volt signe aux labels Slipdisc/Mercury/PolyGram et travaille sur un quatrième album studio, SuperCoolNothing. Produit par Bill Kennedy (Nine Inch Nails, Megadeth, Sepultura) et Joseph Bishara (Drown, Danzig), l'album est le plus agressif du groupe en date.
Peu après une réédition intitulée SuperCoolNothing V2.0 (ou SCN2.0.), 16volt enregistre la bande-son du jeu vidéo Primal, publié sur PlayStation 2.En fin de production, 16volt se retrouve à 12 chansons (The Official Primal Combat Soundtrack). Pour célébrer cette bande-son, le groupe part en tournée en 2002 avec KMFDM jouant 34 concerts en 36 jours. En 2005, Powell signe un contrat avec le label Cleopatra Records pour la sortie de leur premier best-of.
Le groupe repart en tournée au printemps 2010 avec Chemlab et Left Spine Down au MIDI Ghetto Tour. Ils jouent au Kinetik Festival à Montréal, au Québec, Canada, avec Leather Strip et Imperitive Reaction. 16volt publie ensuite l'album Beating Dead Horses le 10 mai 2011. Beating Dead Horses est produit par Eric Powell et mixé par Shaun Thingvold (Strapping Young Lad, Front Line Assembly, Lamb of God). En soutien à l'album, 16volt tourne au printemps 2011 pendant quatre semaines avec My Life With the Thrill Kill Kult au Sinister Whisperz Tour. En 2014, Powell annonce la dissolution du groupe.
Le groupe est réanimé, Powell explique qu'au final « 16volt, c'est ce que je suis. » Ils publient un nouvel album, The Negative Space, le 7 septembre 2016. Il fait participer Erik Gustafson à la guitare, et Steve Hickey à la basse et aux chœurs. L’album reçoit des critiques très contrastées au sein de la presse spécialisée,,. Le 16 septembre 2016, le groupe publie le clip de sa chanson The Electric Pope.

## Membres
- Eric Powell - chant, guitare, batterie
- Steve Hickey - basse, guitare, batterie